# سميرة عبد العزيز
سميرة عبد العزيز (1 يونيو 1935 -)، ممثلة مصرية.

## حياته ونشأته
حاصلة على بكالوريوس التجارة جامعة الإسكندرية ثم على بكالوريوس الفنون المسرحية من أكاديمية الفنون، ومتزوجة من الكاتب محفوظ عبد الرحمن.

## مسيرتها
بدأت في إذاعة الإسكندرية، مثلت في عروض الفرق الجامعية ونالت كأس التفوق في التمثيل من الرئيس جمال عبد الناصر، وعملت بفرقة الإسكندرية المسرحية إلى جانب المسرح الجامعي. التحقت بالمسرح القومي واشتركت في العديد من المسرحيات أهمها: وطني عكا- قولوا لعين الشمس- صلاح الدين الأيوبي- بعد أن يموت الملك- حبيبتي شامينا- الزفاف- إيزيس- أنطونيو وكليوباترا- رجل في القلعة- 28 سبتمبر. وفي دار الأوبرا المصرية: أيقاع الأجيال- باحلم يا مصر، وفي المسرح التجريبي: ترنيمة- مخدة الكحل، التي نالت الجائزة الكبرى في المهرجان التجريبي ومهرجانات قرطاج وسراييفو ومارسيليا.

## أعمالها
- من مسرحيات الأدب العالمي: مركب بلا صياد- الحيوانات الزجاجية- 24 ساعة في حياة امرأة- أم مثالية- الخاتم. و من المسلسلات: عنترة- ليلة سقوط غرناطة- الفرسان يغمدون سيوفهم- ليلة مصرع المتنبي- السندباد- أفواه وأرانب- الباحثة- الكتابة على لحم يحترق- ساعة ولد الهدى- عندما يختنق الحب- فرط الرمان- لعبة القرية- ضمير أبلة حكمت- إمام الدعاة- بوابة الحلواني- أم كلثوم- الإمام الترمذي- القضاء في الإسلام-القاصرات.[7][8]
- لها في الإذاعة برنامج يومي هو«قال الفيلسوف» يذاع منذ عام 1975 و حتى اليوم، ليكون بذلك أقدم برنامج مستمر يذاع بالإذاعات العربية حتى اليوم.

## سينما[9]
- إعدام قاضي
- لا بأمر الأبناء
- الراية الحمرا
- القتل اللذيذ
- كفر الجنون
- حليم.
- ميكانو.
- ساحر النساء

## جوائز
حصلت على جائزة التمثيل الأولى من التليفزيون عن دورها في «أم مثالية» و جائزة التفوق من اتحاد الإذاعات العربية عن برنامج عن اللغة العربية وجائزة الالتزام في استفتاء جريدة الجمهورية، اختيرت عام 1993 أحسن ممثلة إذاعية، وحصلت على جائزة الإبداع مرتين من مهرجان الإذاعة والتليفزيون وعلى الميكروفون الذهبي من البرنامج العام بالإذاعة.
شاركت في معظم احتفالات الليالي المحمدية واحتفالات المرأة والمكتبات

### من أعمالها

#### مسلسلات
| - تعويذة رشيدة (2025) - الحلم: 2022 - بت القبايل:2020 - خط ساخن:2018-مسلسل - الحساب يجمع:2017 الشيخة فطنة - جراب حواء:2016-مسلسل - ليالي الحلمية (ج6):2016 أنيسة بدوي - شهادة ميلاد:2016 سناء أبو العطا - مملكة يوسف المغربي:2016 - الخانكة:2016أم أميرة - أبو البنات:2016أم مريم - آه من حوا:2016-مسلسل - الوسواس:2015أم محمود - أستاذ ورئيس قسم:2015 والدة د. متولي - شمس:2014صباح - أهل الهوى:2013 ملوك-أم سيد درويش - القاصرات:2013 عطيات - خلف الله:2013-مسلسل - فيرتيجو:2012 أم أميرة - مع سبق الاصرار:2012-مسلسل - إبن موت:2012 عديلة (والدة ليلى) - الخفافيش:2012-مسلسل - أشجار النار:2012-مسلسل - تلك الليلة:2011-مسلسل - وادي الملوك:2011-مسلسل - مشرفة رجل لهذا الزمان:2011 - نعم ما زلت آنسة:2010-مسلسل - اغتيال شمس:2010-مسلسل - بره الدنيا:2010 أم سلمى - شيخ العرب همام:2010 ضيفة شرف - سامحني يا زمن:2010 سميحة - زهرة برية:2009-مسلسل | - حدف بحر:2009-مسلسل - الرجل والطريق:2009-مسلسل - الرحايا حجر القلوب:2009 توحيد اخت محمد أبو دياب - قصة الأمس:2008-مسلسل - قصص بوليسية:2008-مسلسل - نسيم الروح:2008-مسلسل - نفق الشيطان:2008-مسلسل - العنكبوت:2008-مسلسل - قلب ميت:2008أم رضا - أمير الشرق عثمان دقنة:2007-مسلسل - قلب امرأة:2007-مسلسل - تعيش وتاخد غيرها:2007-مسلسل - أولاد الليل:2007-مسلسل - حنان وحنين:2007-مسلسل - الإمام الشافعي:2007 وائلة - الإمام المراغي:2006 والدة الإمام المراغي - لم تنسى أنها امرأة:2006-مسلسل - الجبل:2006-مسلسل - أحلام لا تنام:2006 هنية - أحلام في البوابة:2005 ضيفة الحلقات - زهرة في الأرض البور:2005-مسلسل - أحلام عادية:2005 والدة نادية - أهل الرحمة:2004-مسلسل - المهنة طبيب:2004-مسلسل - بنت من شبرا:2004 تراضي - آخر المشوار:2003-مسلسل - البنات:2003-مسلسل - ملك روحي:2003-مسلسل - إمام الدعاة:2003 والدة الشيخ محمد الشعراوي | - مسألة مبدأ:2003 والدة وردة - خان القناديل:2003-مسلسل - أميرة في عابدين:2002-مسلسل - ملكة من الجنوب:2001-مسلسل - بنات أفكاري:2001 ضيفة الشرف - وجه القمر:2000أم سيد بائعة الفل - قصص الأنبياء:2000-مسلسل - الفرار من الحب:2000-مسلسل - زي القمر:2000-مسلسل - نسر الشرق (ج1، 2):1999، 2000-مسلسل - الحنين إلى الماضي:1999 زوجة بركات - عفوا حبيبتي:1999 الأم - الليث بن سعد:1999-مسلسل - أم كلثوم:1999ةالحاجة فاطمة - القضاء في الإسلام (ج8، 9):1998، 2000-مسلسل - اعترافات مصدر مسؤول:1998-مسلسل - الإمام الترمذي:1998 أم هند - وادي فيران:1998-مسلسل - الإمام ابن حزم:1998 عجوز في غرناطة - كعب داير:1998-مسلسل - لعبة القرية:1997-مسلسل - شيء من الحنان:1997-مسلسل - الإمام الأعظم أبو حنيفة النعمان:1997والدة أبي حنيفة - نوادر العرب:1996 ضيفة الحلقات - الوعد الحق:1993 نسيبة بنت كعب - بوابة الحلواني (ج1 إلي 4):1992، 1994، 1997، 2001 مريم أم أصيلة - ساعة ولد الهدى:1992-مسلسل - ضمير أبلة حكمت:1991 مارسيل | - الخطر:1991-مسلسل - قابيل وقابيل:1990-مسلسل - حادي بادي:1986-مسلسل - محمد رسول الله (ج5):1985-مسلسل - حكايات هو و هي:1985-مسلسل - حتى لا يختنق الحب:1983 درية عبد الحميد - الامتحان:1983د. يسرية عبد العزيز - أبواب المدينة (ج1):1981 عدولة الخياطة - ليلة سقوط غرناطة:1979-مسلسل - الباحثة:1979-مسلسل - طيور الصيف:1979 قدرية - أفواه وأرانب:1978 راجية - متى تبتسم الدموع:1978 درية - عنترة:1978-مسلسل - سيداتي آنساتي:1970-مسلسل - الضوء الأسود:-مسلسل - الدعوة خاصة جدا:-مسلسل - الشمس تشرق دائما:-مسلسل - شروق بلا غروب:-مسلسل - فوتوغرافيا:-مسلسل - فواكه الشعراء:-مسلسل - البريمو:-مسلسل - فرط الرمان:-مسلسل - عباد الرحمن:-مسلسل - القضية 512:-مسلسل - الزائرون:-مسلسل - حلم العمر كله:-مسلسل - البركان الهادئ:-مسلسل |

| - ساحر النساء:2021 - هو فيه كده:2013 - جحود قلب (2019) - بنتين من مصر:2010 - ميكانو:2009-والدة أميرة قنديل - حليم:2006-عليه (أخت عبد الحليم) - امرأة تحت المراقبة:2000-رجاء كمال العسقلاني - القتل اللذيذ:1998-مديرة المدرسة - الرايا حمرا:1994-عمة أحمد - أولاد ضرغام:1993 - إعدام قاضي:1990 - خيبتنا:2018 - أحمس:2018-أم أحمس - الغولة:2009 - رجل في القلعة:1987-زينب - أنطونيو وكليوبترا:1976 - حبيبتي شامينا:1972 - الأميرة تنتظر | - خليل الله:2015-مسلسل - كليم الله:2013-رسوم متحركة-يوكابد (أم موسى)/من العبيد التائهين في الصحراء (الجزء2)) - بطل من الصعيد: 2013-رسوم متحركة - أم العريف: 1992-فوازير - عمو فؤاد ويا الأجداد: 1983-فوازير |

| - رحلة حرب الشوبكشي:2018-إنشراح - حب لا يموت:2015 - قال الفيلسوف:1975 - عائلة مرزوق أفندي:1959-سميرة - بيرم التونسي - دقات القلب الجريح - الفارس الأسود - الأم الثانية | - الإمام أبو حامد الغزالي:الراوية - البيت الحرام - عبث الأقدار - كلمني عن بكره - حياة خاصة - نص دستة عيال - الكدب ليه ألف رجل | - المسيرة الطاهرة - قلب امرأة - زيارة بلا موعد - غريب الحي - الرسول الأعظم - نهاية ليل-فاطمة - الشيء |

| - لن أتزوج زميلي:2001 - اللحظات الأخيرة:2000 - جذور في الهواء:1999 - قطرات ندى:1993-والدة عايدة - حضرة الناظر:1990-عائشة - أم مثالية:1981-مدرسة الرسم - وكنا ثلاثة:عنايات | - الدليل - أمانتك مهر لإبنتي - سلاسل الحب - وتمت بحمد الله - ذات يوم ذات شهر ذات سنة - كفر الجنون | - فارس الأحلام - الخاتم - في سبيل الخلود - الدرب الجديد - عودة الهارب - الشيخ شيخة |

## روابط خارجية
- سميرة عبد العزيز على موقع IMDb (الإنجليزية)
- سميرة عبد العزيز على موقع الدهليز
- سميرة عبد العزيز على موقع قاعدة بيانات الأفلام العربية